# يوشكو بوبوفيتش
يوشكو بوبوفيتش (بالكرواتية: Joško Popović)‏ هو لاعب كرة قدم كرواتي في مركز الهجوم، ولد في 19 يناير 1966 في مدينة أوبزن في كرواتيا. شارك مع منتخب كرواتيا لكرة القدم. أما مع النوادي، فقد لعب مع فيليز موستار ونادي زغرب ونادي لينز.

## وصلات خارجية
- يوشكو بوبوفيتش على موقع اتحاد كرواتيا (الكرواتية)
- يوشكو بوبوفيتش على موقع قاعدة بيانات كرة القدم.إي يو (الإنجليزية)
- يوشكو بوبوفيتش على موقع ناشيونال فوتبول تيمز (الإنجليزية)
- يوشكو بوبوفيتش على موقع عالم كرة القدم.نت (الإنجليزية)